# Kodiak Station
Kodiak Station – jednostka osadnicza w Stanach Zjednoczonych, w stanie Alaska, w okręgu Kodiak Island.